# Omphalosaurus
Omphalosaurus es un género extinto de reptil marino del Triásico hallado en el estado de Nevada (Estados Unidos), en Alemania y la isla de Spitsbergen, en la formación Sticky Keep.
Ha sido generalmente considerado como un ictiopterigio hasta que Motani (2000) mostró que carecía de las sinapomorfias basales propias de los Ichthyopterygia. Sin embargo, Maisch (2010) describió una nueva especie y restableció su afinidad con los Ichthyosauria.